# Sakaguchi Kin’ichirō

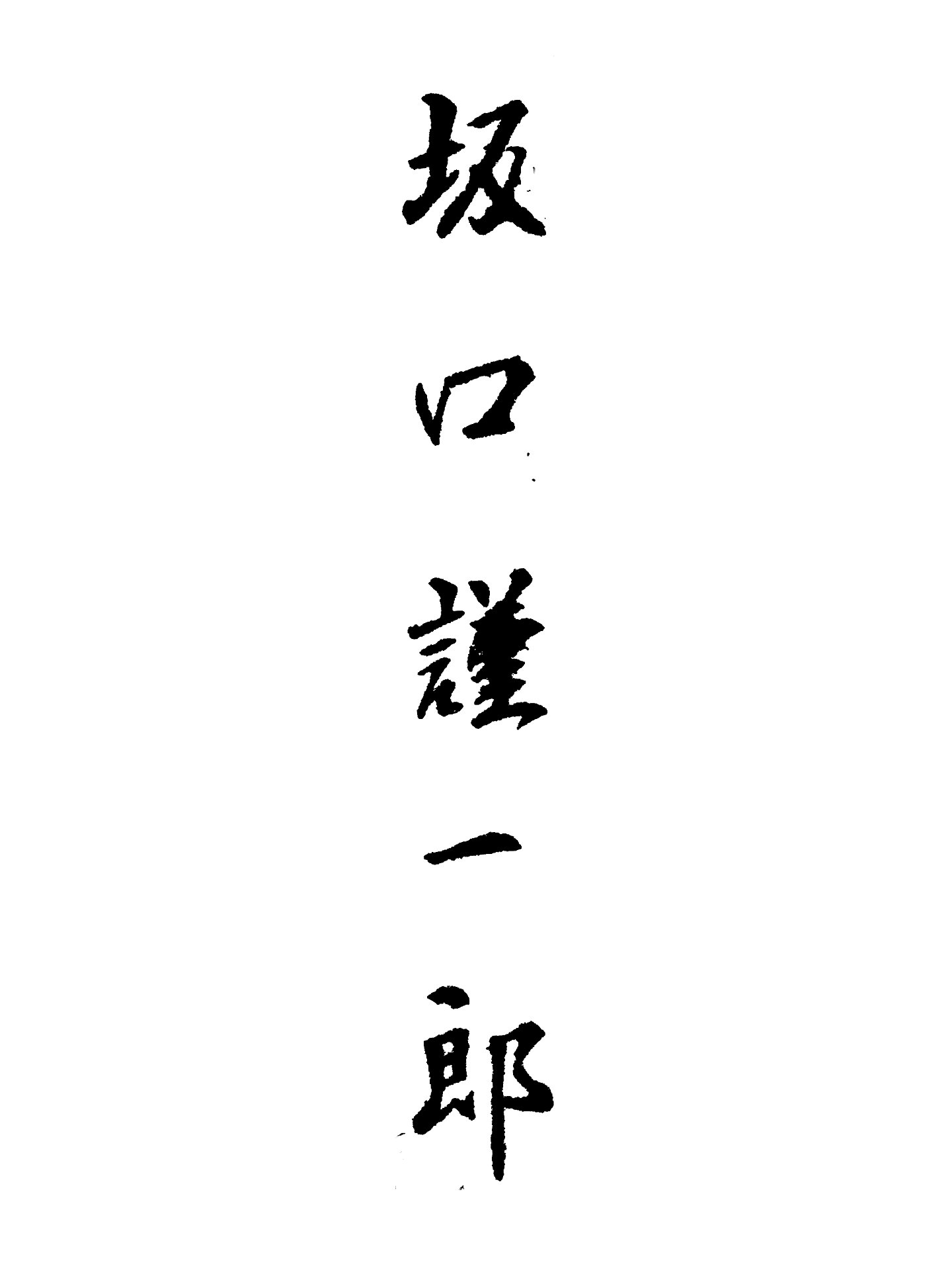
Signatur

Sakaguchi Kin’ichirō (japanisch 坂口 謹一郎; geboren 17. November 1897 in Takada (Präfektur Niigata); gestorben 9. Dezember 1994) war ein japanischer Mikrobiologe.

## Leben und Wirken
Sakaguchi Kin’ichirō machte 1922 seinen Abschluss am Fachbereich Chemie der Landwirtschaftlichen Fakultät der Universität Tōkyō. Er wurde an seiner Universität Mitarbeiter, Assistenzprofessor und war dann von 1938 bis 1958 Professor sowie ab 1953 der erste Direktor des „Instituts für angewandte Mikrobiologie“ (応用微生物研究所, Ōyō biseibutsu kenkyūjo). Seine Forschungen erweiterten die Kenntnisse bezüglich des Aspergilus-Pilzes (japanisch Kōji (麹)) und anderer fermentierender Mikroorganismen, die für die Reiswein-(Sake-)Herstellung notwendig sind. Er entwickelte Prozeduren für die Herstellung von künstlichen Geschmackszutaten wie Inosinsäure und Guanylsäure.
Neben seinen wissenschaftlichen Arbeiten publizierte er für die breite Leserschaft zu alkoholischen Getränken Bücher wie „Die Welt des Alkohols“ (世界の酒), „Alkohol in Japan“ (日本の酒), „Alter Sake, neuer Sake “ (古酒新酒). Er veröffentlichte eine Sammlung von Gedichten, die er „Hakkō“ (発酵), d. h. „Gärung“, nannte. 
1950 erhielt er den Preis der Akademie der Wissenschaften. 1967 wurde er als Person mit besonderen kulturellen Verdiensten geehrt und im selben Jahr mit dem  Kulturorden ausgezeichnet.